# 2012年のマルタ
2012年のマルタ（2012_in_Malta）では、2012年のマルタに関する出来事について記述する。

## 現職者
- 大統領
  - ジョージ・アベラ
- 首相
  - ローレンス・ゴンズィ

## できごと

### 2月
- 2月23日〜2月27日 - 2012年マルタカーニバルが開催された。

### 3月
- 3月8日 - Tvm Hdが最初のHdチャンネルとして発売され、Education22としてTvmと Tvm2のロゴが変更された。

- 3月25日 - マルタ国際空港のサービス開始から20 周年を迎えた。

### 6月
- 6月29日 - Mater Deiが5周年を迎えた。

### 7月
- 7月24日 - バレッタで聖エルモ橋が開通[1][2]。

### 8月
- マルタは、7月27日から8月12日まで2012 年夏季オリンピックに出場した[3]。

### 9月
- 9月29日～9月30日 - 2012年の航空ショーが開催。マルタ航空の新しいカラーリングが登場。

### 11月
- 11月 - 2012年マルタポーカートーナメントが開催[4]。

### 12月
- 12月10日 - ルイス・ハミルトンがボーダフォン・ マクラーレンF1カーでマルタを訪れた。

- 12月26日 - L-イストリーナ2012が開催された。

- 12月31日 - バレッタでNye 2013が開催された。

## 日付不明のできごと
- BOVアドベンチャーパークがアッタードのタカリにグランドオープンした。